# Tabernaemontana
Tabernaemontana és un gènere amb 100-110 espècies de plantes de flors que pertanyen a la família de les Apocynaceae, amb una distribució tropical. Són arbustos i petits arbres que aconsegueix 1-15 metres d'altura. Les  fulles són perennes oposades de 3-25 cm de longitud. Les flors són oloroses, blanques d'1-5 cm de diàmetre.

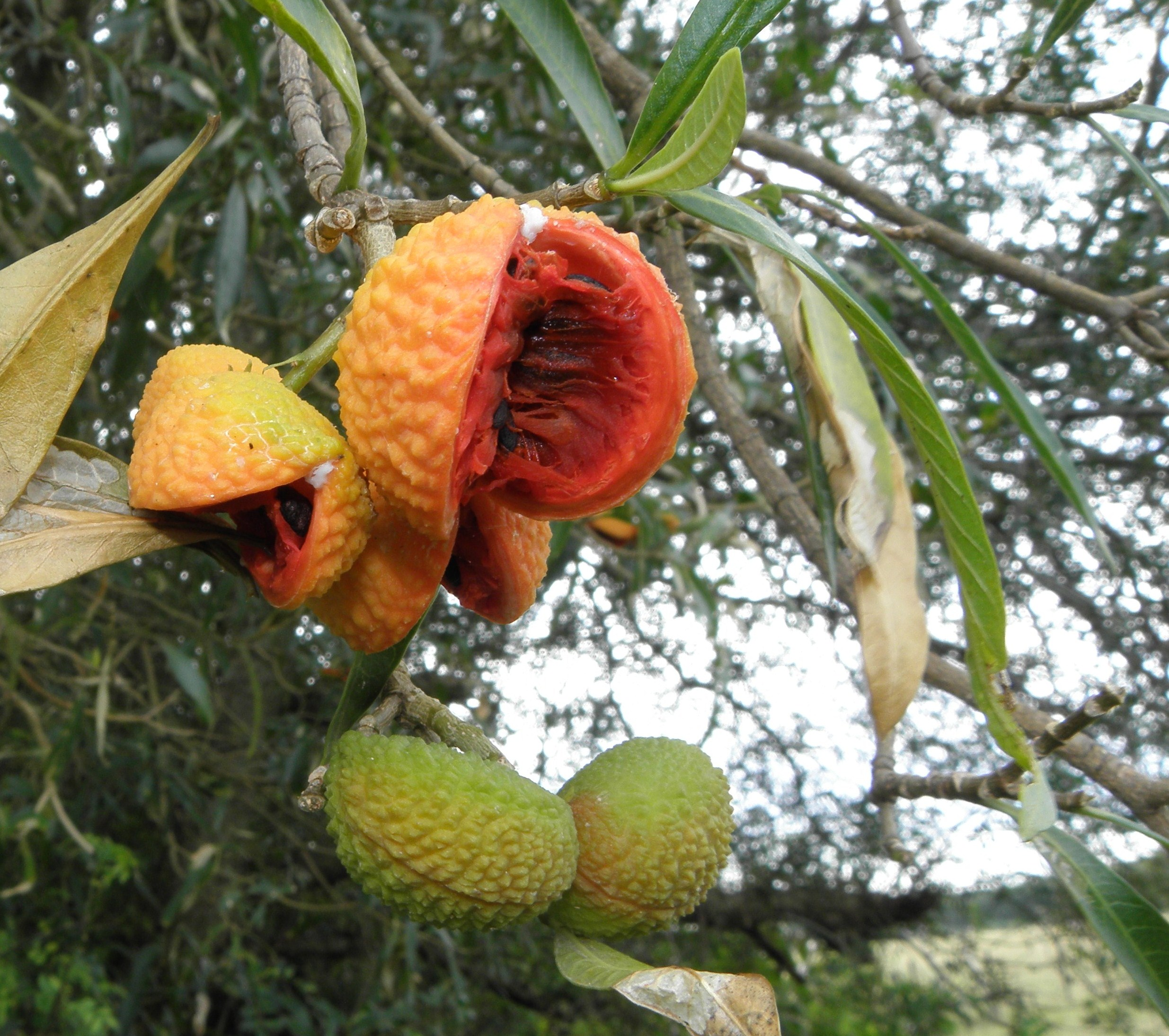
Fruits de Tabernaemontana catharinensis.

## Usos
Alguns membres del gènere Tabernaemontana s'usen com a additiu per a algunes versions de la beguda psicodèlica Ayahuasca.
Se utiliza para curar enfermedades psicosomáticas y microbiológicas que afligen la visión, además de su látex servir para estancar heridas por los pueblos tradicionales de América del sur.

## Morfologia
Són arbustos o arbres amb làtex blanc i branques bifurcades. Les fulles són oposades, eglandulars. La inflorescència és cimosa-paniculada, amb flors blanques. Els sèpals són petits més o menys iguals. La corol·la hipocrateriforme. Les anteres no estan aglutinades al capdavant de l'estil i ovari és apocàrpic. El fruit és de 2 fol·licles curts, carnosos, dehiscents i exhibint les nombroses llavors amb conspicu aril ataronjat.

## Taxonomia
El gènere va ser descrit per Carl von Linné i publicat a Species Plantarum 1: 210–211. 1753. L'espècie tipus és: Tabernaemontana citrifolia.

## Espècies seleccionades
- Tabernaemontana africana. Àfrica.
- Tabernaemontana alba. Centreamèrica.
- Tabernaemontana amygdalifolia. Sud de Mèxic, Centreamèrica, nord de Sud-amèrica.
- Tabernaemontana bovina. Des del sud de la Xina fins a Tailàndia.
- Tabernaemontana bufalina. Des del sud de la Xina fins a Tailàndia.
- Tabernaemontana calcárea. Madagascar.
- Tabernaemontana capuronii. Madagascar.
- Tabernaemontana catharinensis. Oest de Sud-amèrica.
- Tabernaemontana ciliata. Madagascar.
- Tabernaemontana citrifolia. Carib.
- Tabernaemontana coffeoides. Madagascar.
- Tabernaemontana corymbosa. Sud-est d'Àsia.
- Tabernaemontana crassa. Madagascar.
- Tabernaemontana crassifolia. Madagascar.
- Tabernaemontana cymosa. Oest de Sud-amèrica.
- Tabernaemontana debrayi. Madagascar.
- Tabernaemontana divaricata. Des del nord de l'Índia fins a Tailàndia.
- Tabernaemontana elegans. Sud-àfrica fins al nord de Somàlia.
- Tabernaemontana eusepala. Madagascar.
- Tabernaemontana eusepaloides. Madagascar.
- Tabernaemontana heyneana. Índia.
- Tabernaemontana humblotii. Madagascar.
- Tabernaemontana mocquerysii. Madagascar.
- Tabernaemontana pachysiphon. Est tropical d'Àfrica.
- Tabernaemontana pandacaqui. Sud-est d'Àsia, Australàsia.
- Tabernaemontana phymata. Madagascar.
- Tabernaemontana retusa. Madagascar.
- Tabernaemontana rostrata. Sud-est d'Àsia.
- Tabernaemontana sambiranensis. Madagascar.
- Tabernaemontana sananho. Nord de Sud-amèrica.
- Tabernaemontana sessilifolia. Madagascar.
- Tabernaemontana siphilitica. Nord de Sud-amèrica.
- Tabernaemontana stellata. Madagascar.
- Tabernaemontana ventricosa. Camerun, Sud-àfrica.